# Nuncia contrita
Nuncia contrita är en spindeldjursart som beskrevs av Forster 1954. Nuncia contrita ingår i släktet Nuncia och familjen Triaenonychidae. Inga underarter finns listade i Catalogue of Life.